# 精靈 (軟體)

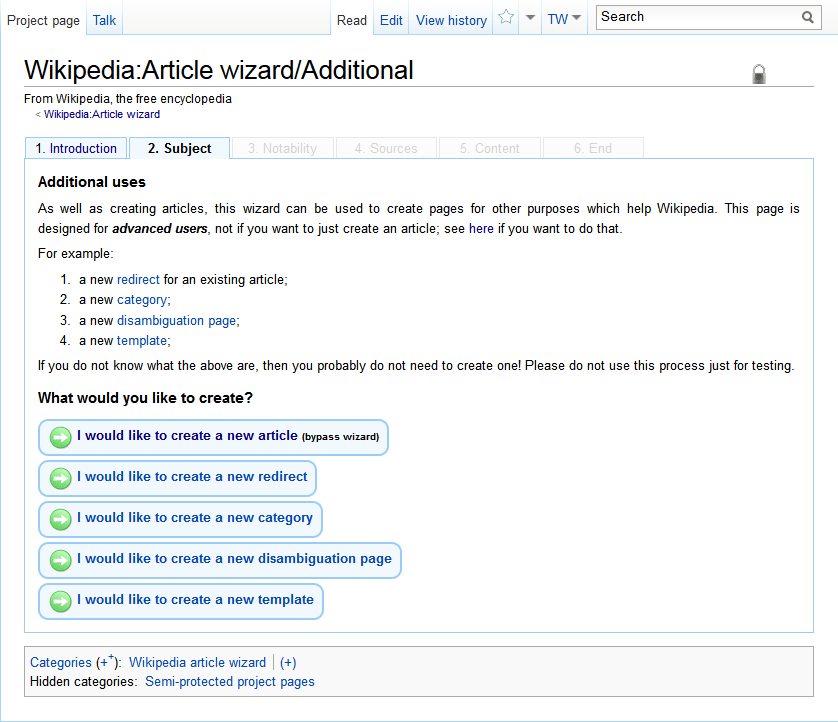
维基百科条目创建向导

在计算机领域，精靈（wizard）或安装/设置向导（setup assistant）泛指透過對話盒形式引導使用者依循制式步驟完成特定工作的一種用户界面或輔助應用程式。精靈不一定是獨立的應用程式，它通常作為主應用程式中的一個功能而存在，因此精靈也可視為使用者介面設計的一種概念。精靈作為獨立應用程式存在的例子，最常見當屬安裝程式。
在作業系統市場具獨佔地位的微軟命名此種程式為「Wizard」，即「巫師」之意，並中譯為「精靈」，自是沿用。不過精靈這種程式概念受到廣泛的採用，名稱也日益五花八門，諸如「助手」、「小幫手」、「嚮導」（Agent）等等。在GNOME系統中也有類似的實現，稱為「Druid」（德鲁伊），是類似「巫師」的意思。

## 例子
下列屏幕截图展示了Kubuntu 12.04操作系统的安装向导。该向导包含七个步骤。在步骤七结束时，即完成安装步骤。

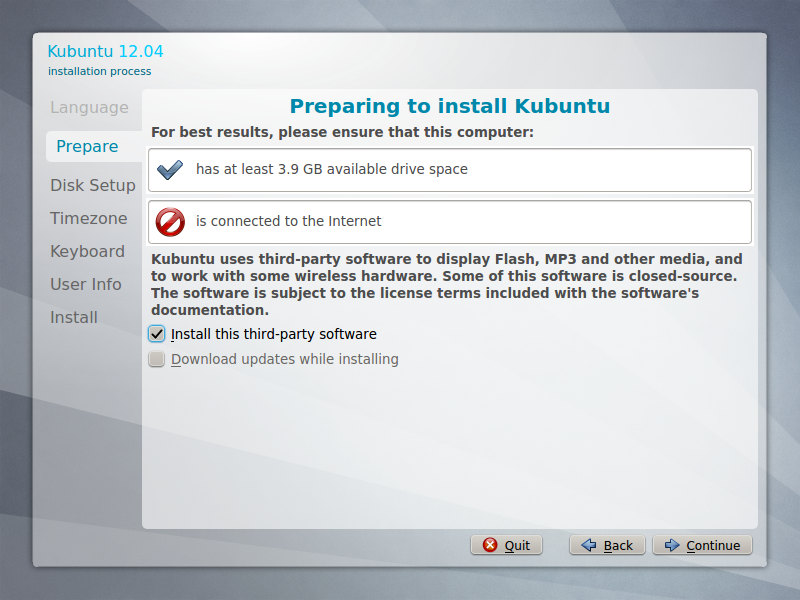
Kubuntu 12.04安装，步骤2（准备）
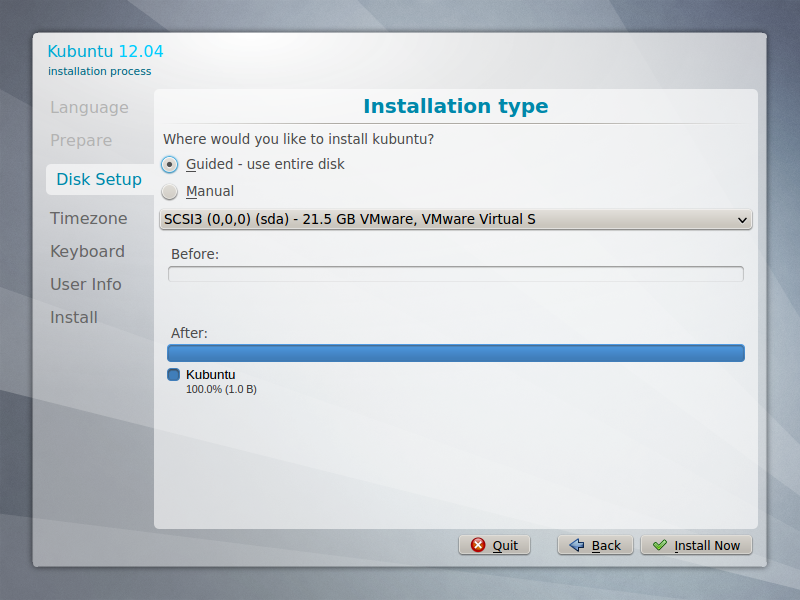
Kubuntu 12.04安装，步骤3（磁盘设置）
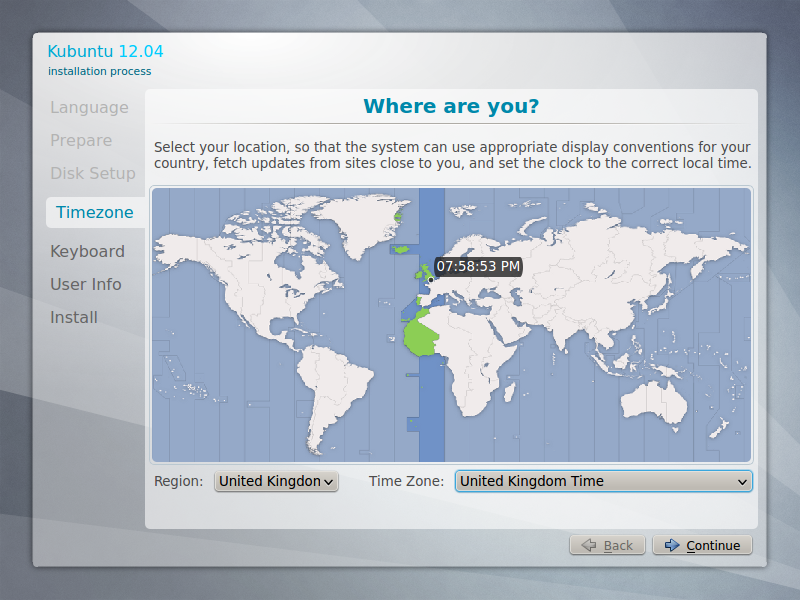
Kubuntu 12.04安装，步骤4（时区）
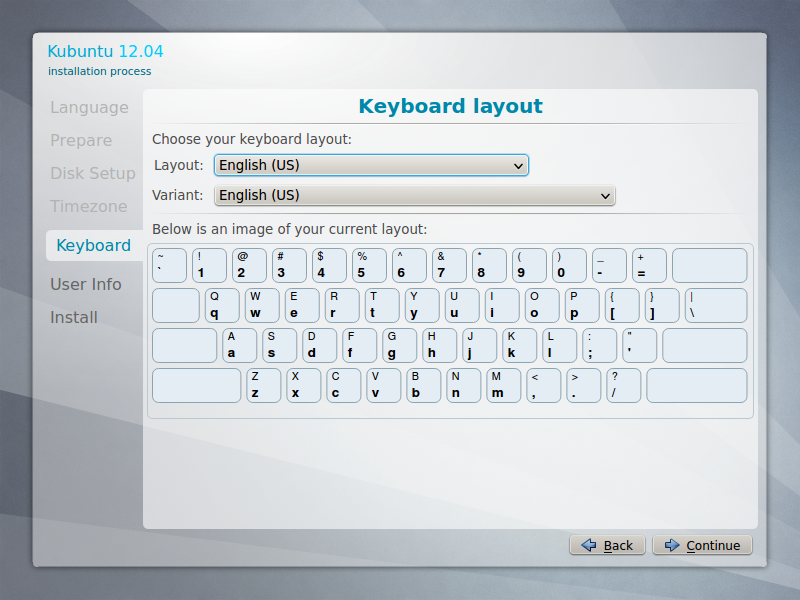
Kubuntu 12.04安装，步骤5（键盘）
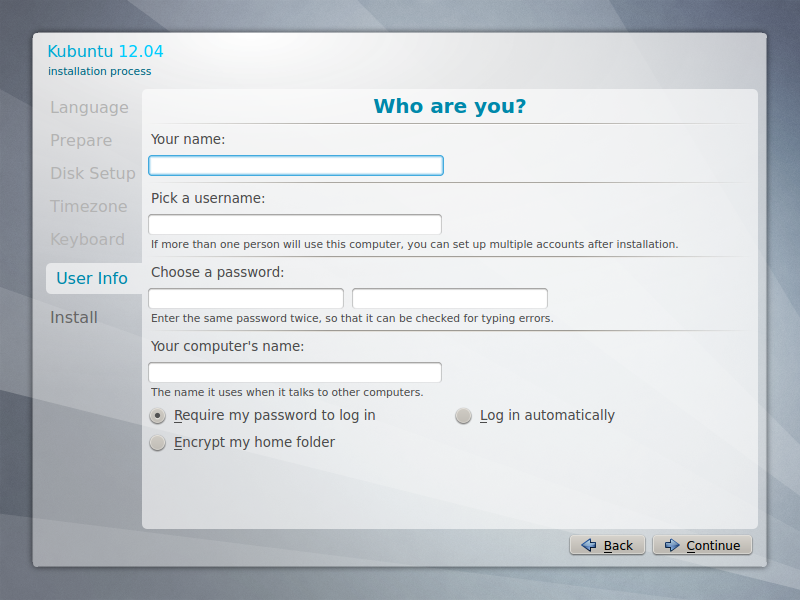
Kubuntu 12.04安装，步骤6（用户信息）
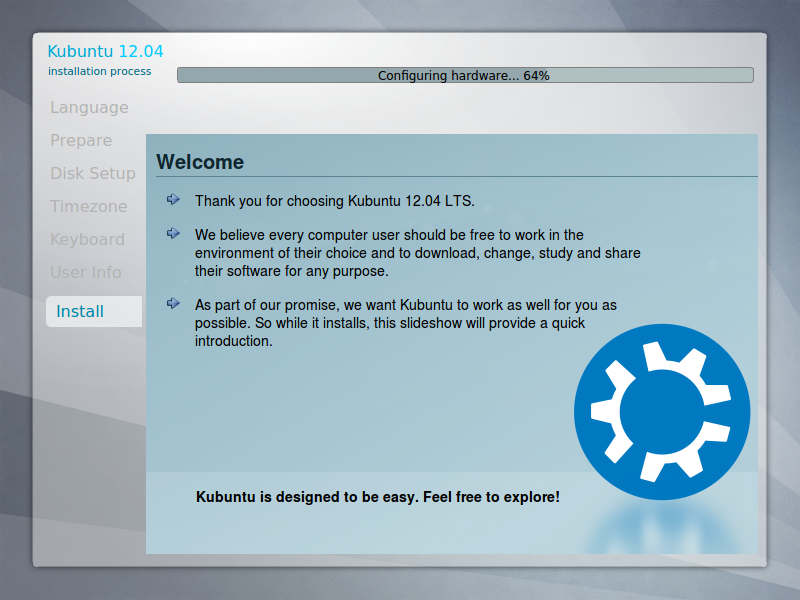
Kubuntu 12.04安装，步骤7（安装）